# Senna Miangue
Senna Miangue (Anversa, 5 febbraio 1997) è un calciatore belga naturalizzato della Repubblica del Congo, difensore del Cercle Bruges.

## Biografia
Nato ad Anversa da madre belga e padre congolese, deve il suo nome alla passione del padre (ex calciatore) per il pilota di Formula 1 Ayrton Senna.

## Caratteristiche tecniche
Giocatore molto forte fisicamente, nonostante i 192 cm di altezza, Miangue è un giocatore molto rapido, in grado di percorrere tutta la fascia e abile nei cross. Nato come centrale di difesa, in un secondo momento è stato spostato al ruolo di terzino per sfruttarne la velocità, la tecnica e l'abilità palla al piede.

## Carriera

### Club

#### Inizi e Inter
Inizia la carriera in Belgio nelle giovanili del Beerschot, dove rimane fino al 2013, quando si trasferisce in Italia, all'Inter, che se lo assicura vincendo la concorrenza di club come Arsenal e PSV. Con i nerazzurri gioca una stagione negli Allievi e due in Primavera, prima di passare in prima squadra grazie al nuovo tecnico Frank De Boer. Fa il suo esordio da professionista il 28 agosto 2016, in Serie A, sostituendo Davide Santon nell'1-1 casalingo dei nerazzurri contro il Palermo. Il 25 settembre 2016 Miangue gioca la sua prima partita da titolare in campionato con l'Inter nel match pareggiato 1-1 contro il Bologna. Quattro giorni dopo debutta in Europa League con la maglia nerazzurra nella sconfitta esterna per 3-1 con lo Sparta Praga.

#### Cagliari e prestiti in Belgio
Il 26 gennaio 2017 viene ceduto in prestito con diritto di riscatto e controriscatto al Cagliari. Il 30 giugno seguente passa ufficialmente a titolo definitivo alla società sarda firmando un contratto quinquennale, in cambio di € 3,5 milioni. Colleziona 15 presenze totali in una stagione e mezzo, non trovando gol.
Il 28 giugno 2018 passa in prestito allo Standard Liegi. Dopo due anni a Liegi in cui ha trovato poco spazio, il 7 luglio 2020 viene ceduto nuovamente a titolo temporaneo, questa volta all'Eupen, dove disputa 24 partite in campionato e al termine della stagione, il 15 giugno 2021, viene mandato ancora in prestito in patria al Cercle Bruges, questa volta con diritto di riscatto per i fiamminghi.

### Nazionale
Nel 2012 inizia la trafila delle giovanili belghe, giocando prima in Under-15 e poi in Under-16 e Under-18. Con l'Under-19 gioca le qualificazioni per gli Europei di categoria del 2016 in Germania, fallendo l'accesso alla fase finale. Il 2 settembre 2016 debutta in Under-21 nelle qualificazioni all'Europeo 2017, vincendo per 3-2 sul campo di Malta.
Nel marzo 2020 riceve la prima chiamata da parte della Repubblica del Congo.

## Statistiche

### Presenze e reti nei club
Statistiche aggiornate al 9 maggio 2018.
| Stagione              | Squadra               | Campionato            | Campionato | Campionato | Coppe nazionali | Coppe nazionali | Coppe nazionali | Coppe continentali | Coppe continentali | Coppe continentali | Altre coppe | Altre coppe | Altre coppe | Totale | Totale | Totale |
| Stagione              | Squadra               | Comp                  | Pres       | Reti       | Comp            | Pres            | Reti            | Comp               | Pres               | Reti               | Comp        | Pres        | Reti        | Pres   | Reti   |        |
| --------------------- | --------------------- | --------------------- | ---------- | ---------- | --------------- | --------------- | --------------- | ------------------ | ------------------ | ------------------ | ----------- | ----------- | ----------- | ------ | ------ | ------ |
| 2016-gen. 2017        | Inter                 | A                     | 3          | 0          | CI              | 0               | 0               | UEL                | 2                  | 0                  | -           | -           | -           | 5      | 0      |        |
| gen.-giu. 2017        | Cagliari              | A                     | 4          | 0          | CI              | -               | -               | -                  | -                  | -                  | -           | -           | -           | 4      | 0      |        |
| 2017-2018             | Cagliari              | A                     | 11         | 0          | CI              | 1               | 0               | -                  | -                  | -                  | -           | -           | -           | 12     | 0      |        |
| Totale Cagliari       | Totale Cagliari       | Totale Cagliari       | 15         | 0          |                 | 1               | 0               |                    |                    |                    |             | -           | -           | 16     | 0      |        |
| 2018-2019             | Standard Liegi        | D1                    | 6          | 0          | CB              | 0               | 0               | -                  | -                  | -                  | -           | -           | -           | 6      | 0      |        |
| 2019-2020             | Standard Liegi        | D1                    | 4          | 0          | CB              | 1               | 0               | -                  | -                  | -                  | -           | -           | -           | 5      | 0      |        |
| Totale Standard Liegi | Totale Standard Liegi | Totale Standard Liegi | 10         | 0          |                 | 1               | 0               |                    | -                  | -                  |             | -           | -           | 11     | 0      |        |
| 2020-2021             | Eupen                 | D1                    | 24         | 0          | CB              | 0               | 0               | -                  | -                  | -                  | -           | -           | -           | 24     | 0      |        |
| 2021-2022             | Cercle Brugge         | D1                    | 19         | 3          | CB              | 1               | 0               | -                  | -                  | -                  | -           | -           | -           | 20     | 3      |        |
| Totale carriera       | Totale carriera       | Totale carriera       | 71         | 3          |                 | 3               | 0               |                    | 2                  | 0                  |             | -           | -           | 76     | 3      |        |

### Cronologia presenze e reti in nazionale
| Cronologia completa delle presenze e delle reti in nazionale ― Belgio under 21 | Cronologia completa delle presenze e delle reti in nazionale ― Belgio under 21 | Cronologia completa delle presenze e delle reti in nazionale ― Belgio under 21 | Cronologia completa delle presenze e delle reti in nazionale ― Belgio under 21 | Cronologia completa delle presenze e delle reti in nazionale ― Belgio under 21 | Cronologia completa delle presenze e delle reti in nazionale ― Belgio under 21 | Cronologia completa delle presenze e delle reti in nazionale ― Belgio under 21 | Cronologia completa delle presenze e delle reti in nazionale ― Belgio under 21 |
| Data                                                                           | Città                                                                          | In casa                                                                        | Risultato                                                                      | Ospiti                                                                         | Competizione                                                                   | Reti                                                                           | Note                                                                           |
| ------------------------------------------------------------------------------ | ------------------------------------------------------------------------------ | ------------------------------------------------------------------------------ | ------------------------------------------------------------------------------ | ------------------------------------------------------------------------------ | ------------------------------------------------------------------------------ | ------------------------------------------------------------------------------ | ------------------------------------------------------------------------------ |
| 2-9-2016                                                                       | Paola                                                                          | Malta under 21                                                                 | 2 – 3                                                                          | Belgio under 21                                                                | Qual. Europeo Under-21 2017                                                    | -                                                                              |                                                                                |
| 6-9-2016                                                                       | Oud-Heverlee                                                                   | Belgio under 21                                                                | 2 – 1                                                                          | Rep. Ceca under 21                                                             | Qual. Europeo Under-21 2017                                                    | -                                                                              |                                                                                |
| 11-10-2016                                                                     | Oud-Heverlee                                                                   | Belgio under 21                                                                | 0 – 1                                                                          | Lettonia under 21                                                              | Qual. Europeo Under-21 2017                                                    | -                                                                              |                                                                                |
| 27-3-2017                                                                      | Oud-Heverlee                                                                   | Belgio under 21                                                                | 2 – 1                                                                          | Malta under 21                                                                 | Qual. Europeo Under-21 2019                                                    | -                                                                              |                                                                                |
| 6-10-2017                                                                      | Oud-Heverlee                                                                   | Belgio under 21                                                                | 1 – 1                                                                          | Svezia under 21                                                                | Qual. Europeo Under-21 2019                                                    | -                                                                              | 67’                                                                            |
| 10-10-2017                                                                     | Larnaca                                                                        | Cipro under 21                                                                 | 0 – 2                                                                          | Belgio under 21                                                                | Qual. Europeo Under-21 2019                                                    | -                                                                              |                                                                                |
| 9-11-2017                                                                      | Oud-Heverlee                                                                   | Belgio under 21                                                                | 3 – 2                                                                          | Cipro under 21                                                                 | Qual. Europeo Under-21 2019                                                    | -                                                                              | 63’                                                                            |
| 14-11-2017                                                                     | Istanbul                                                                       | Turchia under 21                                                               | 1 – 2                                                                          | Belgio under 21                                                                | Qual. Europeo Under-21 2019                                                    | -                                                                              |                                                                                |
| 22-3-2018                                                                      | Doetinchem                                                                     | Paesi Bassi under 21                                                           | 1 – 4                                                                          | Belgio under 21                                                                | Amichevole                                                                     | -                                                                              | 46’                                                                            |
| 26-3-2018                                                                      | Lovanio                                                                        | Belgio under 21                                                                | 3 – 0                                                                          | Ungheria under 21                                                              | Qual. Europeo Under-21 2019                                                    | -                                                                              | 78’                                                                            |
| 20-3-2019                                                                      | Slagelse                                                                       | Danimarca under 21                                                             | 3 – 2                                                                          | Belgio under 21                                                                | Amichevole                                                                     | -                                                                              | 46’                                                                            |
| Totale                                                                         |                                                                                | Presenze                                                                       | 11                                                                             |                                                                                | Reti                                                                           | 0                                                                              |                                                                                |

## Palmarès

### Competizioni giovanili
- Torneo di Viareggio: 1

Inter: 2015
- Coppa Italia Primavera: 1

Inter: 2015-2016